# Parroquia de Cameron
La parroquia de Cameron (en inglés: Cameron Parish), fundada en 1870, es una de las 64 parroquias del estado estadounidense de Luisiana. En el año 2000 tenía una población de 9.991 habitantes con una densidad poblacional de 3 personas por km². La sede de la parroquia es Cameron.

## Geografía
Según la Oficina del Censo, la parroquia tiene un área total de 5003 km² (1931,7 mi²), de la cual 3401 km² (1313,1 mi²) es tierra y 1602 km² (618,5 mi²) (32.03%) es agua.

### Parroquias y condados adyacentes
- Parroquia de Calcasieu - noroeste
- Parroquia de Jefferson Davis - noreste
- Parroquia de Vermilion - este
- Golfo de México - sur
- Condado de Jefferson (Texas) - suroeste
- Condado de Orange (Texas) - oeste

## Carreteras
- Carretera Estatal de Luisiana 27
- Carretera Estatal de Luisiana 82

## Demografía
En el 2000 la renta per cápita promedia de la parroquia era de $34,232, y el ingreso promedio para una familia era de $39,663. En 2000 los hombres tenían un ingreso per cápita de $31,167 versus $19,113 para las mujeres. El ingreso per cápita para la parroquia era de $15,348. Alrededor del 12.30% de la población estaba bajo el umbral de pobreza nacional.

## Comunidades

### Lugares designados por el censo
- Cameron
- Hackberry

### Otras comunidades
- Big Lake
- Creole
- Grand Chenier
- Grand Lake
- Holly Beach
- Johnson Bayou